# Concerto Live
Concerto Live è un album dal vivo del cantautore Giorgio Conte, pubblicato nel 1995 dalla Myron in formato CD con numero di catalogo Myron Lam 1010.

## Tracce
1. Passano le nuvole
2. Tardi tardi
3. Meditation
4. L'erba di San Pietro
5. Habitude
6. De Profundis
7. J. M.
8. Una giornata al mare
9. La mongolfiera
10. Fuori ci sono i lupi
11. L'elettricista
12. Non sono Maddalena